# اللؤلؤة قطر
اللؤلؤة قطر (لؤلؤة قطر) عبارة عن سلسلة من الجزر الاصطناعية تشكل مدينة متكاملة تقع على الجانب الشمالي لشاطئ مدينة الدوحة القطرية ويضم مشروع اللؤلؤة العديد من الأبراج السكنية والمجمعات التجارية وشاطئ خلاب بالإضافة إلى بنية تحتية متطورة كما يحد اللؤلؤة من الشمال مشروع مدينة لوسيل.
تنقسم الجزيرة إلى عشر مناطق تتخذ كل منها طابعاً خاصاً بحسب نوع المباني إن كانت فلل شاطئية أو فلل حدائقية أو شقق سكنية ضمن بنايات.
تصل سعة مشروع اللؤلؤة إلى ثلاثين ألف نسمة وتعتبر منطقة رائعة ومثالية للسكن في وسط قلب العاصمة القطرية الدوحة.

## معرض صور

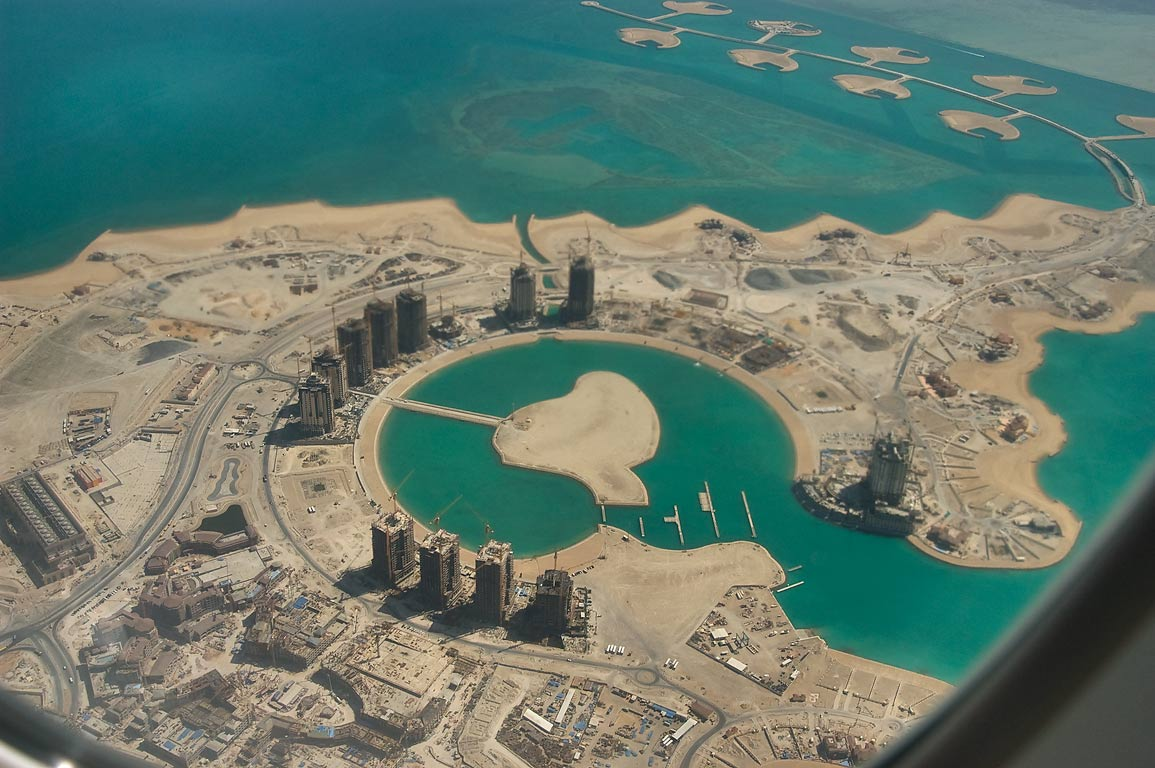
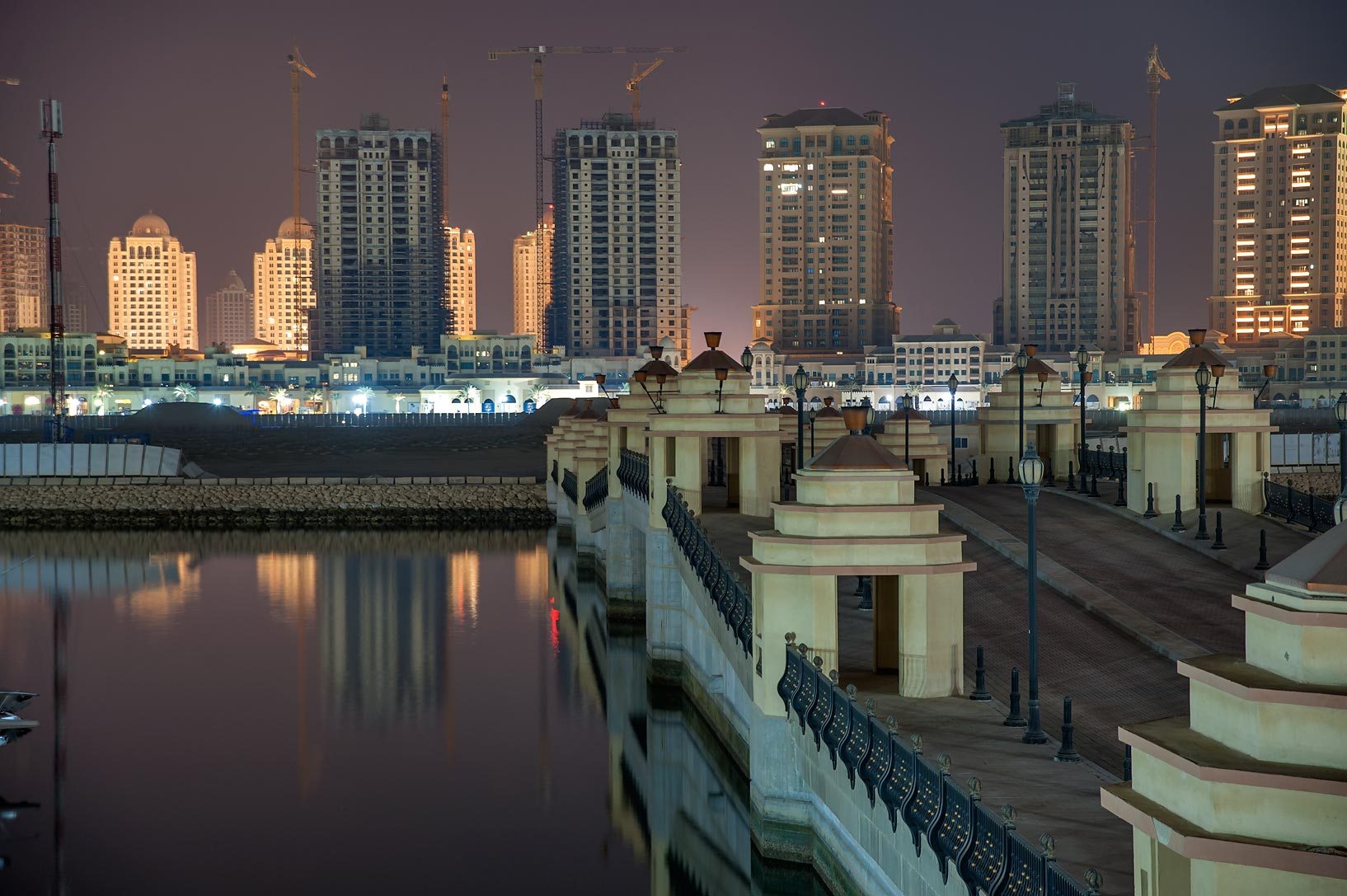
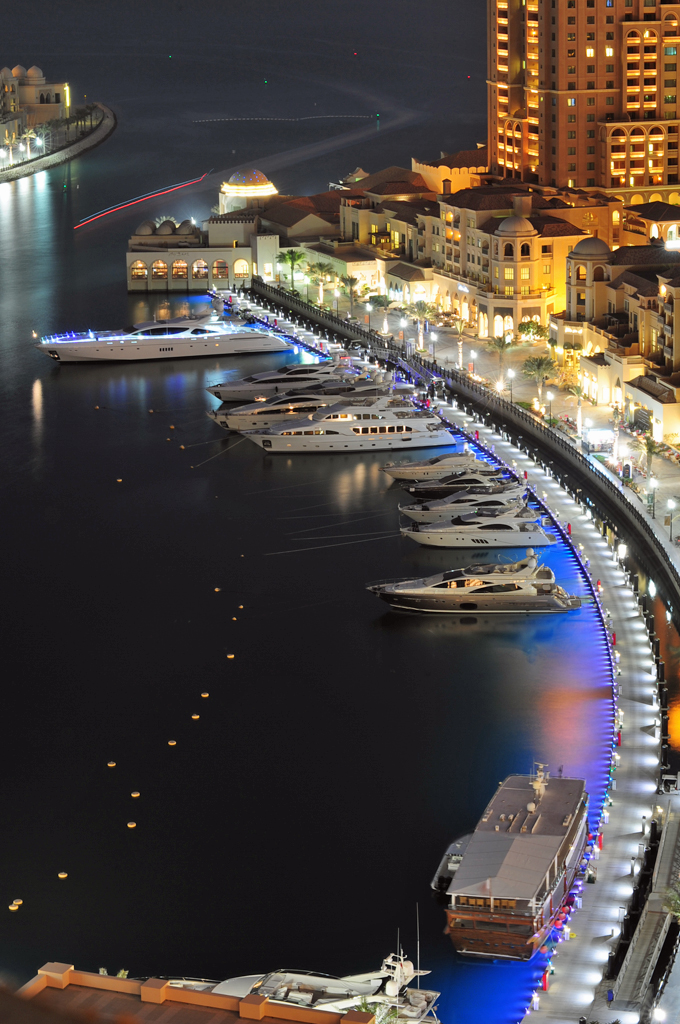
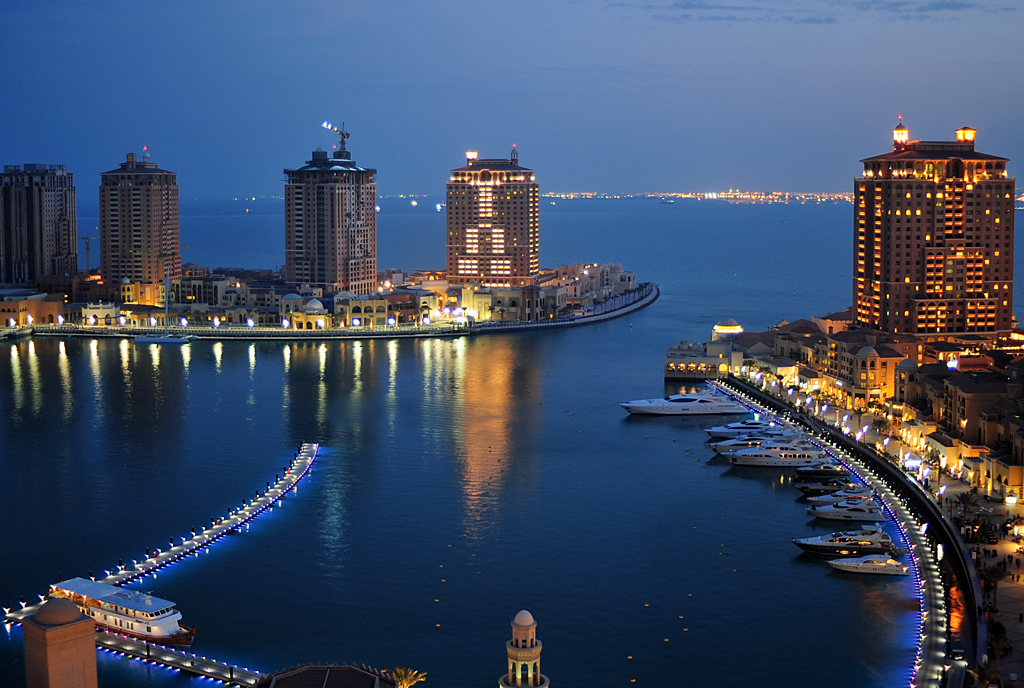
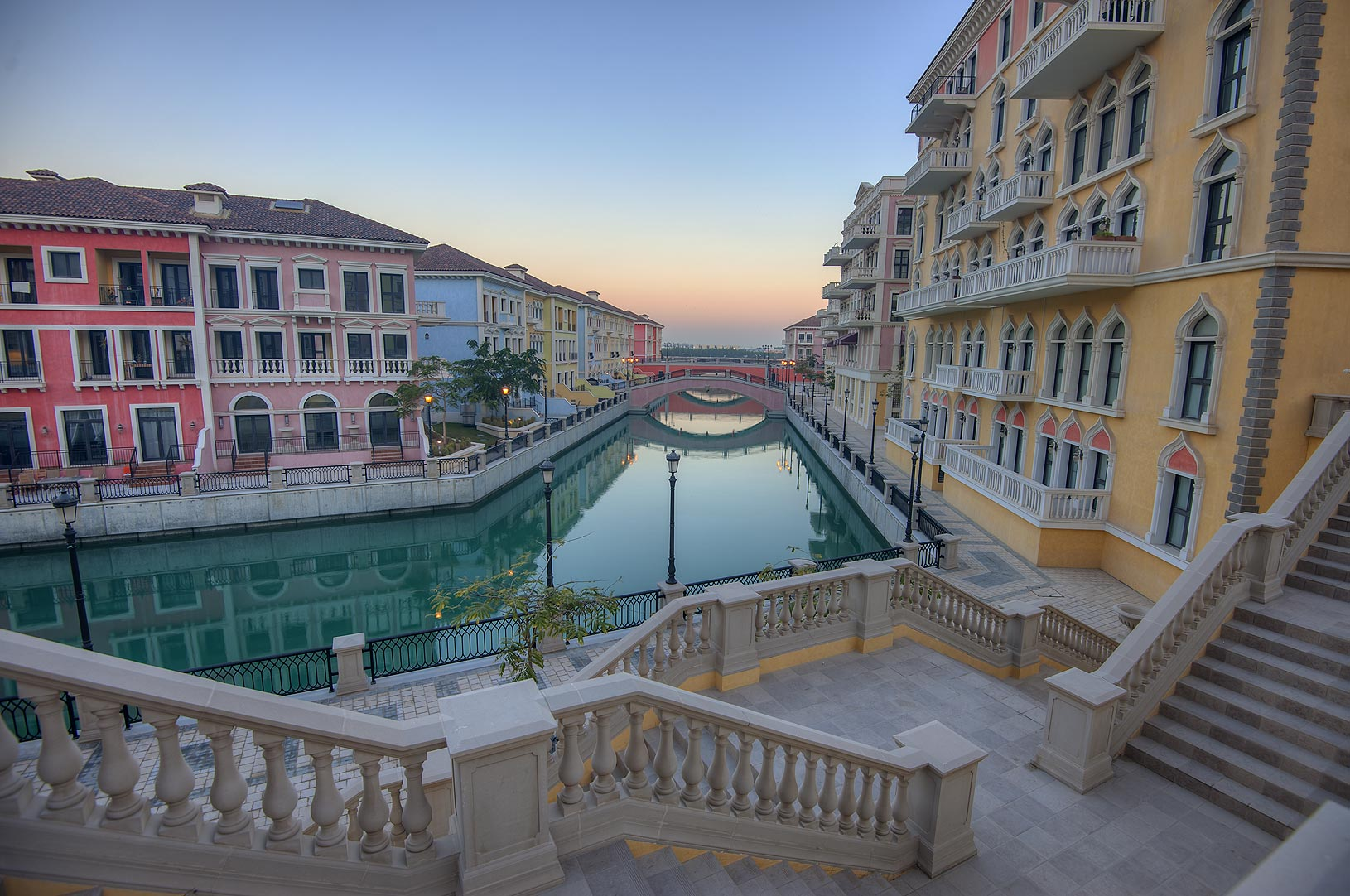
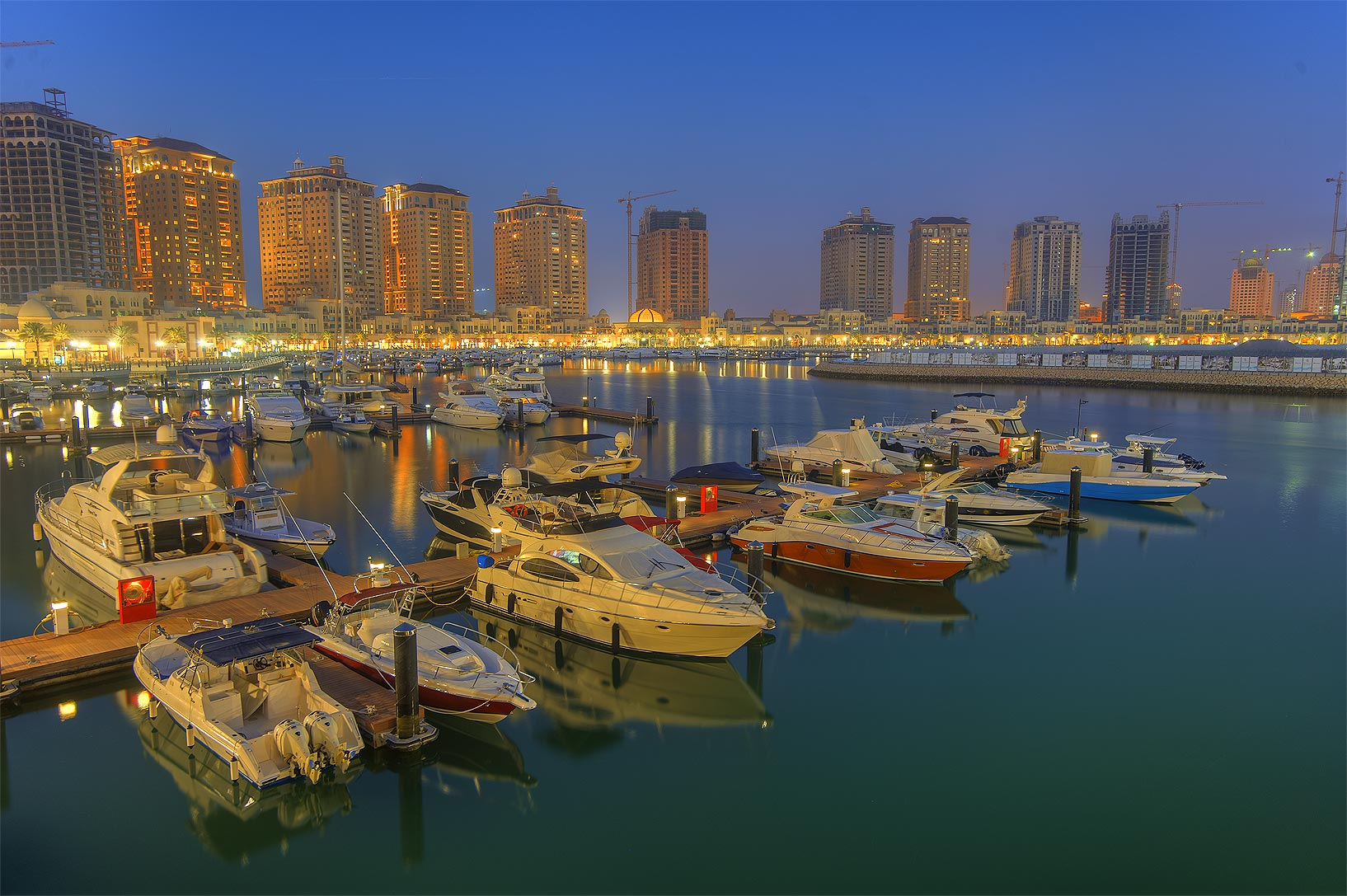

## مواضيع ذات صلة
- الوسيل
- قائمة شواطئ قطر

## مواقع ذات صلة
- موقع مشروع اللؤلؤة